# Taylor Russell
Taylor Russell McKenzie (Vancouver, 18 de julho de 1994), conhecida apenas como Taylor Russell, é uma atriz canadense. Ela é conhecida pelo filme Bones & All (2022), onde estrelou ao lado de Timothée Chalamet, pelo filme Waves (2019) da produtora A24 e também pelo terror psicológico Escape Room (2019).
Em 2018, ela estrelou como Judy Robinson em Perdidos no Espaço, da Netflix o reboot de série de televisão original de 1965.
No teatro, Russell protagonizou a peça "The Effect", escrita por Lucy Pebble e dirigida por Jamie Lloyd, no renomado National Theatre, em Londres, ao lado de Paapa Essiedu.

## Vida e carreira
Russell nasceu em Vancouver, Colúmbia Britânica, e foi criado em Toronto, Ontário. Ela é mestiça, filha de pai negro e mãe branca. Ao crescer, ela experimentou racismo e colorismo devido a isso. Russell falou de sua esperança de que mais mulheres negras ou mestiças entrem em filmes de ficção científica e trabalhos de TV como ela.
Ela estrela como Judy Robinson em Lost in Space, o remake da Netflix da série de TV original de 1965. A segunda temporada foi lançada na Netflix em 24 de dezembro de 2019.
Em 2019, Taylor co-estrelou o filme de terror psicológico Escape Room. Ela estrelou o filme Waves, que foi lançado pela A24 Films em 15 de novembro de 2019. Taylor foi homenageada com o Prêmio Virtuoso no Festival Internacional de Cinema de Santa Bárbara em janeiro de 2020 por sua atuação no filme.
Em 2022, Russell estrelou o aclamado filme do cineasta Luca Guadagnino, Bones & All. Taylor protagoniza o filme de romance/terror junto de Timothée Chalamet, seu par romântico. Taylor venceu o Marcello Mastroianni Award pelo papel. 

## Filmografia
| Ano       | Título                                   | Papel           | Notas                                                       |
| --------- | ---------------------------------------- | --------------- | ----------------------------------------------------------- |
| 2012      | Emily Owens, M.D.                        | Menina média #1 | Episódio: "Emily and... the Outbreak"; como Taylor McKenzie |
| 2013      | Blink                                    | Jessica         | Piloto de televisão não vendido                             |
| 2013      | If I Had Wings                           | Julie           | Filme; como Taylor Russell McKenzie                         |
| 2014      | The Unauthorized Saved by the Bell Story | Lark Voorhies   | Filme de televisão; como Taylor Russell McKenzie            |
| 2014      | Pants on Fire                            | Jennifer        | Filme de televisão                                          |
| 2015      | Strange Empire                           | Cassie          | Episódios: "The Cage" e "Confession"                        |
| 2015      | Falling Skies                            | Evelyn          | Elenco recorrente, 5 episódios                              |
| 2015      | Suspension                               | Carrie          | Filme                                                       |
| 2016      | Dead of Summe                            | Laura           | Episódio: "How to Stay Alive in the Woods"                  |
| 2016      | Before I Fall                            | Ashley          | Filme                                                       |
| 2017      | Sea Change                               | CeCe            | Filme de televisão                                          |
| 2018–2021 | Perdidos no Espaço                       | Judy Robinson   | Elenco principal                                            |
| 2018      | Down a Dark Hall                         | Ashley          | Filme                                                       |
| 2019      | Escape Room                              | Zoey            | Filme                                                       |
| 2019      | Waves                                    | Emily Williams  | Filme                                                       |
| 2020      | Words on Bathroom Walls                  | Maya Arnez      | Filme                                                       |
| 2021      | Dr. Bird's Advice for Sad Poets          | Sophie          | Filme                                                       |
| 2021      | Escape Room: Tournament of Champions     | Zoey Davis      | Filme                                                       |
| TBA       | Bones & All                              | Maren Yearly    | Filmando                                                    |